# Золино (Володарський район)
Золино (рос. Золино) — село в Володарському районі Нижньогородської області Російської Федерації.
Населення становить 450 осіб. Входить до складу муніципального утворення Золинська сільрада.

## Історія
Від 2009 року входить до складу муніципального утворення Золинська сільрада.

## Населення
| 1859 | 1897 | 1905  | 1926  | 1999 | 2002 | 2010 |
| ---- | ---- | ----- | ----- | ---- | ---- | ---- |
| 712  | ↗873 | ↗1059 | ↗1155 | ↘460 | ↗497 | ↘450 |